# Гакрукс
Гакрукс, Gacrux (γ Cru / γ Crucis / Gamma Crucis) — 3-я по яркости звезда созвездия Южный Крест и входит в список самых ярких звёзд в ночном небе. Собственное имя Гакрукс составлено из обозначения Байера γ (гамма) и латинского названия созвездия Crux.
Оптическая двойная звезда, легко различимая в сильный бинокль; компоненты её гравитационно не связаны. Более яркий компонент находится на расстоянии 88 световых лет от Солнца. Это — холодный красный гигант с массой в три солнечные и светимостью в 1,5 тысячи солнечных; старая звезда, у которой уже прекратились процессы горения водорода в недрах. Полуправильная переменная звезда. Атмосфера звезды обогащена барием.
Второй компонент находится на расстоянии 400 световых лет, имеет класс А3, видимый блеск +6,4m и относится к белым звёздам главной последовательности.

## Ближайшее окружение звезды
Следующие звёздные системы находятся на расстоянии в пределах 20 световых лет от ближайшего к Солнцу компонента Гакрукса:
| Звезда     | Спектральный класс | Расстояние, св. лет |
| CP-57 5695 | K3-4 V             | 9,2                 |
| HR 4734    | G3-5 V-IV          | 13                  |
| CD-55 4298 | G5 V / ?           | 15                  |
| HR 4413    | F7 V / F7 V        | 16                  |
| CD-56 5169 | G5 V               | 17                  |
| HD 111232  | G5 V               | 19                  |